# Carl-Johan Vallgren
Carl-Johan Emanuel Vallgren, född 26 juli 1964 i Linköpings S:t Lars församling, Östergötlands län, är en svensk författare, artist och musiker.

## Biografi
Vallgren debuterade 1987 med romanen Nomaderna och har därefter skrivit ett tiotal romaner, en novellsamling, en essäbok om Berlin samt Mikael Persbrandts memoarer. Han har nått sin hitintills största publika framgång med Den vidunderliga kärlekens historia från 2002 och som vann Augustpriset. År 2009 publicerade Vallgren romanen Kunzelmann och Kunzelmann, en brett upplagd berättelse som både är en satirisk samtidsbeskrivning och en roman om konstförfalskning, samtidigt som den berättar om de homosexuellas situation i Sverige och Tyskland från 1930-talet och framåt. Hans bok För herr Bachmanns broschyr kan närmast beskrivas som ett brev skrivet till en fiktiv person, en herr Bachmann, där Sverige, dess befolkning, medieutbud, historia, kulturliv etcetera häcklas. Denna bok har nått stor popularitet i Sverige och kommit ut i flera upplagor.
Romanen Dokument rörande spelaren Rubashov handlar om spelmissbrukaren Josef Rubashov, som i Sankt Petersburg nyårsnatten 1899–1900 förlorar sin själ i ett parti kort med djävulen och som en följd av detta blir odödlig och vandrar genom hela det europeiska 1900-talet. Bokens form anspelar till viss del på den klassiska ryska 1800-talslitteraturen.
Hans roman Havsmannen från 2012 handlar om de utsatta syskonen Nella och Robert i åttiotalets Falkenberg. Titeln anspelar på den manliga motsvarigheten till en sjöjungfru som dyker upp i berättelsen och ändrar karaktären på handlingen.
Vallgrens böcker är översatta till 25 språk och har nått stor publik i länder som Tyskland, Italien, Spanien och Ryssland.
Vallgren framträder också som musiker i en stil som varierat mellan det satiriskt kabaréartade och modern rockmusik.
Han har även skrivit flera pjäser, bland annat Fallet Sally Beauchamp som sattes upp på Norrbottensteatern i Luleå 2004 och "Radio Love, 87,9 MHz" på Dramaten 2007.
Som skådespelare har han synts i den tyska filmen Grosse Mädchen weinen nicht (2003), och som Leo i den svenska filmen Sök (2006).

### Familj
Vallgren är uppvuxen i Falkenberg. Han var en tid bosatt i Berlin och har därefter under lång tid varit bosatt i Stockholm. Vallgren är änkeman, hans hustru skådespelaren Rebecka Teper avled 2023. De hade tillsammans tre barn.

## Diskografi
- 1996 – Klädpoker med djävulen
- 1998 – Easy listening för masochister
- 2001 – Kärlek och andra katastrofer
- 2003 – 2000 mil, 400 nätter
- 2004 – I provinsen
- 2007 – Livet
- 2010 – Nattbok

## Priser och utmärkelser
- 1988 – Eckersteinska litteraturpriset
- 1992 – Albert Bonniers stipendiefond för yngre och nyare författare
- 1996 – Lena Vendelfeldts pris från Svenska Akademien
- 2002 – Augustpriset för bästa skönlitterära bok: Den vidunderliga kärlekens historia
- 2002 – BMF-plaketten för Den vidunderliga kärlekens historia
- 2002 – Litteraturklubbens stora litteraturpris
- 2002 – Årets bok-Månadens boks litterära pris
- 2004 – Tylösandspriset från Hallands akademi
- 2010 – Region Hallands kulturpris